# 博羅韋湖 (切爾尼戈夫州)
博羅韋湖（烏克蘭語：Борове озеро），是烏克蘭的湖泊，位於該國北部切爾尼戈夫州，處於傑斯納河左岸，長0.68公里、寬0.12公里，面積0.07平方公里，該湖泊最大水深5米。